# Prochlorococcus
Prochlorococcus és un gènere de cianobacteris marins de grandària molt petita (0,6 micres) amb pigmentació inusual (clorofil·la b). Aquests bacteris pertanyen a la picoplàncton fotosintètic i són, probablement, l'organisme fotosintètic més abundant a la Terra. Els microbis del gènere Prochlorococcus estan entre els principals productors primaris de l'oceà, sent els responsables de gran part de la producció fotosintètica d'oxigen. L'anàlisi de les seqüències del genoma de 12 soques de Prochlorococcus mostren que 1100 gens són comuns en totes elles, i la grandària mitjana de genoma és d'aproximadament 2.000 gens. En canvi, les algues eucariotes tenen més de 10.000 gens.

## Descobriment
Tot i que hi havia diversos registres anteriors d'una petita espècie contenidora de clorofil·la b a l'oceà, Prochlorococcus va ser descobert el 1986; l'equip estava format per Sallie W. (Penny) Chisholm de l'Institut de Tecnologia de Massachusetts, Robert J. Olson, de la Institució Oceanogràfica Woods Hole, i altres col·laboradors en el mar dels Sargassos utilitzant la citometria de flux. El primer cultiu de Prochlorococcus es va aïllar en el mar dels Sargassos el 1988 (soca SS120) i al poc temps un altre soca es va obtenir en el mar Mediterrani (soca MED). El nom Prochlorococcus sorgí pel fet que originalment s'havia suposat que Prochlorococcus estava relacionat amb Prochloron i altres bacteris contenidors de clorofil·la b, anomenats procloròfits; però actualment se sap que els procloròfits formen diversos grups filogenètics separats dins del subgrup dels cianobacteris.
L'única espècie del gènere que s'ha descrit és Prochlorococcus marinus.

## Morfologia
Les cianobacteris marines són, fins avui, els organismes fotosintètics més petits coneguts; El Prochlorococcus és el més petit presentant només 0,5 a 0,8 micròmetres de diàmetre. Aquestes cèl·lules, com totes amb forma de cocos, no tenen mobilitat. Són de vida lliure. Són d'una mida petita i, per tant, presenten una alta relació superfície-volum, la qual cosa els dona un avantatge en aigües pobres en nutrients. Així i tot, se suposa que Prochlorococcus té un requeriment de nutrients molt petit. En general, els individus de Prochlorococcus es divideixen una vegada al dia en la capa subsuperficial o en aigües oligotròfiques.

## Distribució
Els Prochlorococcus s'han trobat, de manera abundant, a la zona eufòtica dels oceans tropicals del món. Són, possiblement, les espècies més abundants de la Terra: un sol mil·lilitre d'aigua marina superficial pot contenir 100.000 o més cèl·lules. A nivell mundial, l'abundància mitjana anual és de 2,8 i 3,0 octil·lions (~ 1027) d'individus; en comparació, és aproximadament el nombre d'àtoms que conté una tona d'or. Els Prochlorococcus habiten entre el 40° N i 40° S, i dominen a les regions oligotròfiques (pobres en nutrients). Els Prochlorococcus es troben sobretot en un interval de temperatura de 10-33° C i alguns exemplars poden créixer a profunditats amb poca llum (<1 % de llum de la superfície). A aquestes soques se li ha assignat l'ecotips LL (Low Light), a les soques que ocupen menor profunditat en la columna d'aigua se'ls va assignar l'ecotip HL (High light).
Els Prochlorococcus d'ecotip LL presenten una proporció més alta de clorofil·la b que de clorofil·la a, la qual cosa ajuda a la seva capacitat per absorbir la llum blava. Ja que la llum blava és capaç de penetrar en les aigües de l'oceà més profund que la resta de l'espectre visible, fins a aconseguir profunditats de >200 metres, depenent de la turbidesa de l'aigua. Aquesta profunditat de penetració de la llum blava, combinat amb la capacitat del Prochlorococcus de ecotipo LL d'utilitzar-la per a la fotosíntesi, permet que les poblacions de Prochlorococcus LL sobreviure a profunditats de fins a 200 metres.

## Pigments
Els Prochlorococcus està estretament relacionat amb els Synechococcus, un altre cianobacteri fotosintètic abundant, que conté ficobilisomes (antenes per a captació de llum). No obstant, Prochlorochoccus ha evolucionat per utilitzar un únic complex captador de llum, que consisteix predominantment de derivats divinilics de clorofil·la a (Chl a2) i b (Chl b2) i freturosa de clorofil·les monoviniliques i ficobilisomes. Prochlorococcus és l'única espècie silvestre fototròfica oxigènica coneguda que no conté Chl a com a pigment fotosintètic important, i és l'únic procariota conegut amb α-carotè.
Els Prochlorococcus ocupen dos nínxols ecològics diferents, la qual cosa porta a classificar-los en per la seva exposició a la llum, ja sigui baixa (LL) ja sigui alta (HL), que varien en proporcions de pigment (els de l'ecotipus LL té una alta proporció de clorofil·la B2 enfront de la clorofil·la a2 i els de l'ecotipo HL té una baixa relació de b2 enfront de la clorofil·la a2), requeriments de llum, de nitrogen i la utilització de fòsfor, coure, i la sensibilitat per als virus. Aquests "ecotipos" poden diferenciar-se sobre la base de la seqüència dels seus gens d'RNA ribosomal. Les soques adaptats d'alta llum habiten en profunditats entre 25 i 100 m, mentre que les soques adaptats de poca llum habiten en aigües entre 80 i 200 m. Recentment, els genomes de diversos soques de Prochlorococcus s'han pogut seqüenciar. Dotze genomes complets s'han seqüenciat que revelen fisiològicament i genèticament diferents llinatges de Prochlorococcus marinus que són 97 % similar en el gen del 16S rRNA.